# Орхус
Орхус (дан. Aarhus) је по величини други град у Данској и највећи у копненом делу државе, на полуострву Јиланд. Стога се и град назива „Престоницом Јиланда“. Град је највећи град покрајине Средишње Данске, где са околним насељима чини једну од општина, Општину Орхус.
Орхус је главна лука Данске, а поред тога је и важно привредно, културно и политичко средиште државе са веома цењеним Универзитетом Орхус.

## Етимологија
Име је добио по речи Арос, како се првобитно звала насеобина а касније и град који је од ње настао. Значење речи Арос преводи се са старо данског, или викиншког језика као "уста" тј., "уста реке" Орхус О, која се на том месту улива у море.

## Историја
Први трагови сталног насеља на месту данашњег Орхуса јављају се око 770. године, а претпоставља се да су викинзи били ти који су га основали. Епископија на датом месту основана је 951. године, што је први важан помен насеља. Ускоро се ту јавио значајан град, који је због свог повољног положаја постао значајно трговиште у следећим вековима.
У 17. веку десила се привредна криза и, касније, окупација града од стране Шведске. Ово је веома нарушило значај града.
Нови полет Орхус доживљава у другој половини 19. века, када долази до индустријализације, па, посредно, до наглог пораста становништва и ширења града изван средњовековних зидина.
И поред петогодишње окупације Данске (1940-45.) од стране Трећег рајха град и његово становништво нису много страдали.

## Географија
Орхус се налази у средишњем делу Данске, готово у географском средишту државе, и удаљен је од главног града око 300 километара западно.
Рељеф: Орхус се налази на источној обали данског полуострва Јиланд. Град се сместио у дну истоименог Орхуског залива. Подручје града је брдовито за данске услове, а близу града се налазе и највиша брда у држави. Сходно томе, надморска висина града иде од 0 до 60 м надморске висине.
Клима: Клима у Орхусу је умерено континентална са утицајем Атлантика и Голфске струје.
Воде: Орхус се развио као морска лука на у дну истоименог Орхуског залива, који је део Категата, већег залива Северног мора. Већи део градског приобаља данас је лука, највећа у Данској.

## Становништво
| Година       |
| Становништво |
| ------------ |

Данас Орхус има око 250 хиљада у градским границама, што је 3,5 пута више него пре једног века. Град са околним предграђима преко 310 хиљада. Метрополитенско подручје има око 1,2 милиона становника.
Етнички састав: Становништво Орхуса је до пре пар деценија било било готово искључиво етнички данско. Међутим, бројни усељеници из страних земаља изменили су састав становништва. Тако данас у Орхусу преко 11% чини становништво рођено у иностранству, а то је више од просека државе.

## Привреда
Привреда Орхуса посебно се ослања на велику градску луку, једну од највећих у северној Европи и највећу у Данској.
Окружење Орхуса је веома развијено пољопривредно подручје, па је у граду и околини развијена и прехрамбена индустрија. Позната је и градска пивара „Церес“.

## Знаменитости града
Орхус има сачувано старо градско језгро у „скандинавском духу“, са пар тргова, више црава и много палата и градских здања. Од њих најпознатије су:
- Орхуска саборна црква, најдужа црква у држави са највишим звоником,
- Градска кућа, савремено здање арх. Арнеа Јакобсена,
- Градско читалиште,
- Главно здање Орхуског универзитета,
- градско позориште,
- Музеј уметности "Aros".

Једна од највећих туристичких препознатљивости је Стари град (дан. Den Gamle By), који заправо није стари део града него скупина старих зграда направљена по узору на зграде из данске историје, које се налазе широм земље.

## Партнерски градови
- Санкт Петербург (од 1989)
- Берген (од 1946)
- Турку (од 1946)
- Кујалек (од 1962)
- Харбин (од 1984)
- Росток (од 2006)
- Гетеборг (од 1946)

Поред градова побратима, Орхус има блиске везе са Новим Садом.

## Познате личности
- Свенд Аукен, политичар (1943—2009)
- Свенд Оге Мадсен, писац (1939- )
- Торкилд Бјорнвиг, писац (1918—2004)
- Стефен Брандт, музичар и текстописац (1953- )
- Ane Linet, музичарка и компонисткиња (1953- )
- Бјарне Строуструп, дизајнер програмског језика C++, (1950- )
- Андерс Егерт, рукометаш (1982- )
- Флеминг Поулсен, фудбалер (1966- )
- Стиг Тофтинг, фудбалер (1969- )

## Галерија
- Градска саборна црква
- Музеј уметности "Арос"
- Градско позориште
- Градска кућа Орхуса